# Bestiaire (Rome antique)
Pour les articles homonymes, voir Bestiaire (homonymie).
 (octobre 2010).
Si vous disposez d'ouvrages ou d'articles de référence ou si vous connaissez des sites web de qualité traitant du thème abordé ici, merci de compléter l'article en donnant les références utiles à sa vérifiabilité et en les liant à la section « Notes et références ».

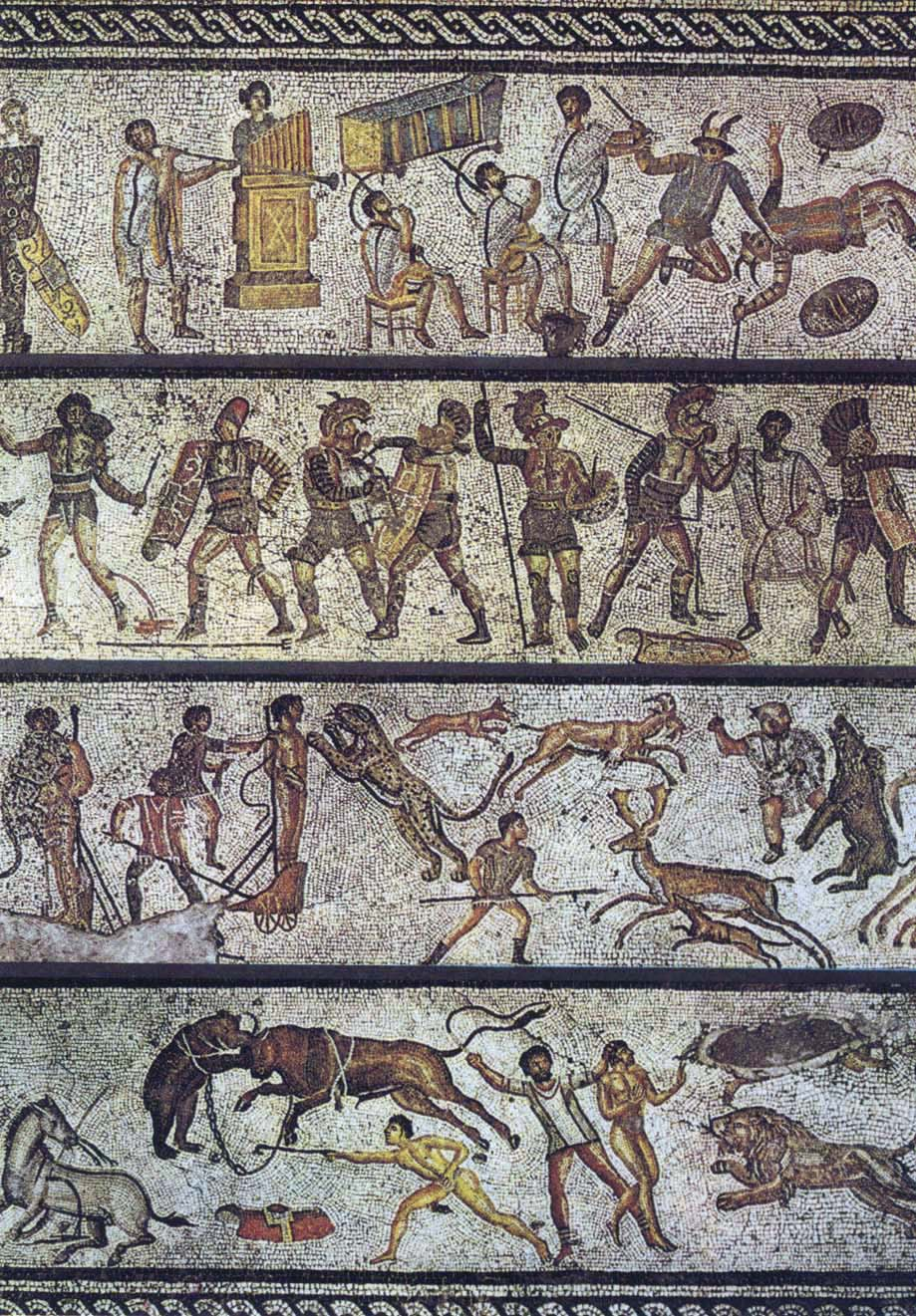
Mosaïque de Zliten montrant les jeux du cirque, parmi lesquels on voit des bestiaires condamnés à mort et d'autres combattant volontairement. Musée As-Saraya al-Hamra de Tripoli.

Un bestiaire, en latin bestiarius, est, dans la Rome antique, un homme qui combattait dans le cirque contre les bêtes, soit qu'il y eut été condamné comme criminel ou comme prisonnier de guerre (damnatio ad bestias), soit un gladiateur qui faisait volontairement ce métier pour de l'argent ou pour la gloire (venatio). 
Parmi les gladiateurs, ceux qui se spécialisaient dans les « chasses » organisées dans les cirques étaient appelés venatores.

## Condamnation à mort
L'exposition aux bêtes, la damnatio ad bestias, était une forme de torture et de peine capitale utilisée contre les ennemis de l'État, une catégorie qui comprenait les prisonniers et les esclaves coupables de crimes graves. Les condamnés étaient envoyés à la mort nus et sans moyens de combattre les bêtes. Quand bien même ils arrivaient à en tuer une, de nouvelles bêtes continuaient à être lâchées contre eux, jusqu'à ce qu'ils soient tous tués.
Une seule bête pouvait fréquemment abattre plusieurs hommes, et il était rare qu'il en nécessite plus d'une pour venir à bout d'un homme.

## Combat volontaire
Il y avait plusieurs types de bestiaire volontaire. Ce pouvait être de jeunes hommes qui se risquaient dans ce dangereux combat, soit pour devenir experts dans le maniement des armes, soit pour montrer leur courage et leur dextérité. Auguste encouragea cette pratique : Néron s'y livra, et Commode y gagna le titre d'« Hercule romain ». Ce pouvait être aussi des combattants professionnels, motivés par l'argent. Il y avait plusieurs écoles à Rome (scholae bestiarum, ou bestiariorum). On trouvait également des bestiaires qui affrontaient en groupe un certain nombre de fauves.